# Carlos Martín Álvarez
Carlos Martín Álvarez (1873-1959) fue un político, jurista, propagandista católico y abogado español.

## Biografía
Nació el 9 de octubre de 1873 en Madrid.
Licenciado en derecho en la Universidad Central de Madrid, fue un activo propagandista católico; lugarteniente del jesuita Vicent, fue miembro de la secretaría de la Comisión permanente de organización y propaganda de las Semanas Sociales, constituida en 1907, militante de Acción Católica (colaborador en la organización de Claudio López Bru, el marqués de Comillas) y activista de la Confederación Nacional Católico-Agraria. Fue también vocal del Instituto de Reformas Sociales elegido en 1908 dentro de las plazas de patrono, y, durante la dictadura de Primo de Rivera, asambleísta nacional (1927-1930), así como gobernador civil de la provincia de Madrid (1927-1930).
Durante la Segunda República fue vocal del Tribunal de Garantías Constitucionales entre 1933 y 1936.
Electo en 1946 miembro de la Real Academia de Ciencias Morales y Políticas, durante la presidencia de Antonio Goicoechea, no llegó a ingresar como académico al no pronunciar su discurso de ingreso, quedando su plaza vacante.
Falleció en el madrileño sanatorio del Rosario el 13 de agosto de 1959.
Fue padre de Alberto Martín Artajo.

## Distinciones
- Medalla de Oro al Mérito en el Trabajo (1949)[12]
- Gran Cruz de la Orden de San Silvestre (1955)[13]